# Teletoon (телеканал)
Teletoon (Телетун) — канадский телеканал цифрового кабельного телевидения, вещающий на английском языке. Принадлежит компаниям Astral Media и Corus Entertainment. Название канала — комбинация слов television и cartoon. На канале транслируется блок для взрослых «Teletoon at Night».
Пока существует только 3 версии телеканала: англоязычная (Канада), франкоязычная (Франция, Канада), испаноязычная (Испания). Начало трансляции в других странах пока не планируется.
Одним из самых успешных проектов телеканала был мультсериал для взрослых «Чокнутые головы» и его продолжения — «В стране Чокнутых голов» и «Странные истории профессора Зарби».